# Hakkas distrikt
Hakkas distrikt är ett distrikt i Gällivare kommun och Norrbottens län. Distriktet ligger omkring Hakkas i norra Lappland. En mindre del av distriktet ligger i Norrbotten.

## Tidigare administrativ tillhörighet
Distriktet inrättades 2016 och utgörs av en del av Gällivare socken i Gällivare kommun.
Området motsvarar den omfattning Hakkas församling hade vid årsskiftet 1999/2000 och som den fick 1962 efter utbrytning ur Gällivare församling.

## Tätorter och småorter
I Hakkas distrikt finns en tätort men inga småorter.

### Tätorter
- Hakkas